# Nephoneura costalis
Nephoneura costalis är en insektsart som beskrevs av Van der Weele 1909. Nephoneura costalis ingår i släktet Nephoneura och familjen fjärilsländor. Inga underarter finns listade i Catalogue of Life.